# フロリアン・ダーヴィト・フィッツ
フロリアン・ダーヴィト・フィッツ（Florian David Fitz、1974年11月20日 - ）はドイツの俳優、脚本家。

## 略歴
ドイツ南部ミュンヘンの芸能一家として知られるフィッツ家の生まれ。米国のボストン音楽院で演技を学び、舞台に立つようになった後、2000年からテレビ映画やドラマでキャリアを積む。
2010年度のドイツ映画賞で最優秀作品賞を受賞した『ヴィンセントは海へ行きたい』では脚本と主演を務め、最優秀主演男優賞を受賞している。

## 主な出演作品
- ヴィンセントは海へ行きたい Vincent will Meer (2010) ※日本劇場未公開、WOWOWにて放映。脚本兼主演。
- 君がくれたグッドライフ Hin und weg (2014)
- 生放送「裁判劇テロ」あなたの審判は?! Terror - Ihr Urteil (2016) ※テレビ映画。
- はじめてのおもてなし Willkommen bei den Hartmanns (2016)
- お名前はアドルフ? Der Vorname (2018)
- 100日間のシンプルライフ 100 Dinge (2018) ※主演・監督・脚本